# タテジマイソギンチャク
タテジマイソギンチャク（Haliplanella lineata）は、タテジマイソギンチャク科に属する小型のイソギンチャク。潮間帯でごく普通に見られる。その名の通り、縦縞模様があるが、個体変異もある。

## 特徴
体長は 2-3cm、口盤の径 1.5-2cm、足盤の径 2-2.5cm。体はほぼ円柱形、その表面は滑らか。体はその地色が暗緑色で、普通は赤か黄色の縦縞が多数ある。和名はこれにちなむものである。縮んだときは触手は完全にしまい込まれる。なお、側面は見かけ状は滑らかだが、小さな穴が並んでおり、そこから白い槍糸を出すことができる。側面の上端は襟になっている。口盤は褐色に黄色の線、口唇は淡紅色。触手は12・16・24・48の4序。灰褐色から褐色。
足盤が割れるようにして2分裂で無性生殖することが知られている。系統の異なる個体と接触した場合には特殊なキャッチ触手を伸ばす。この触手は通常の触手が変化して形成される。指で強くつつくと槍糸を出す。これには刺胞が並んでおり、防御の働きを持つと考えられている。

### 体色
体色には変化が多い。地色は暗緑色で、一部の個体はこの色の単色で縦縞を持たない。
普通はこれに縦縞があるが、これにはパターンがあり、赤っぽい黄色の縞が12本のもの、黄色の縞が24本のもの、それにこの両方をかね備えているもの（赤っぽい線の間に黄色の線が二本はいる）があり、模様なしを含めた四つが普通に見られる型である。これらうちで12線の型だけはどの地域でも必ず見られ、これが原型であろうと言われている。

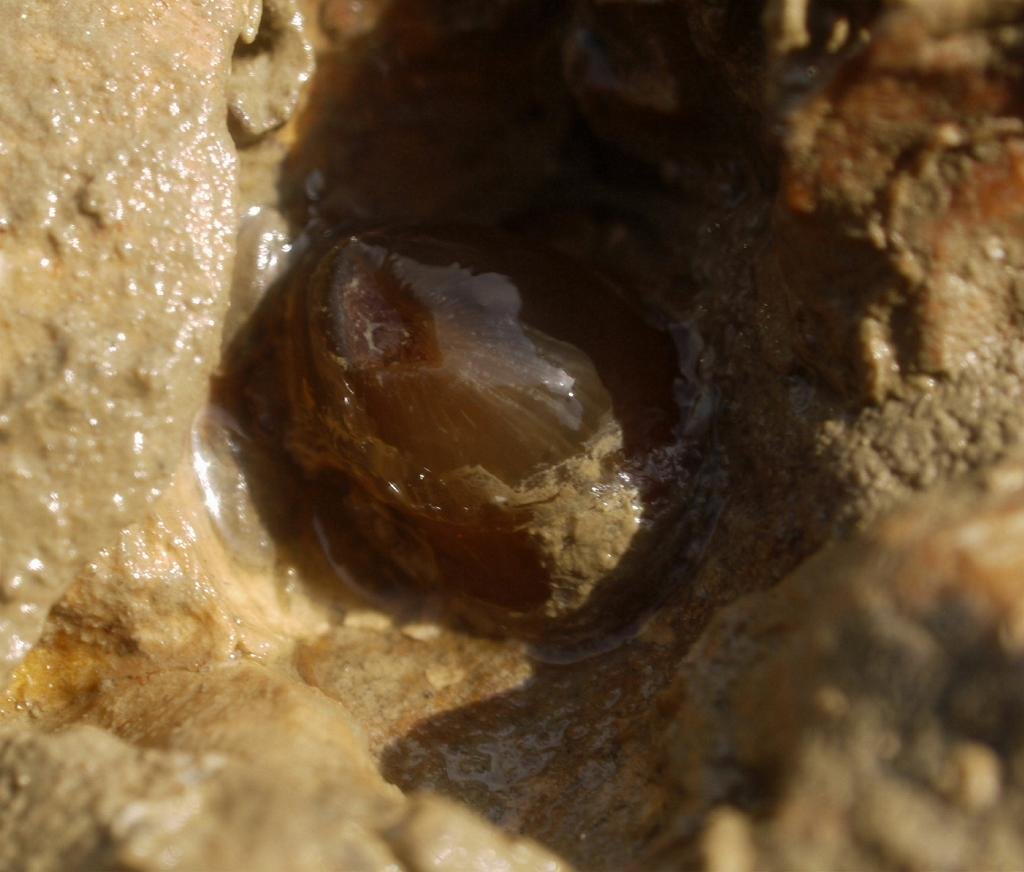
無地の個体
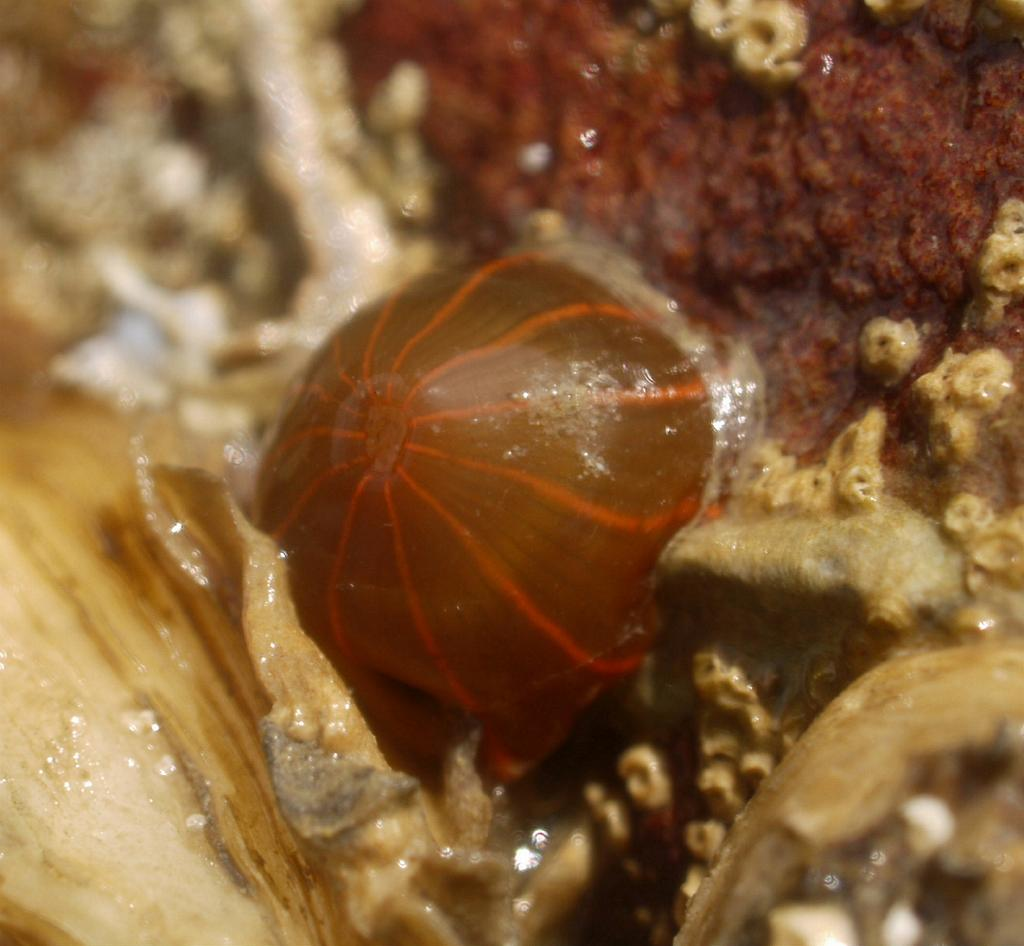
赤い縞12本の個体

## 生育環境
潮間帯に多い。岩の上や貝殻の上などにくっついており、干潮時には干出することもある。特に少し淡水が混じるところにもよく生息し、汚染にも強く、内湾や港湾にもよく出現し、時に汽水域にも進出する。

## 分布
日本全国に分布。ヨーロッパ・北アメリカのものは日本から船舶に付着して運ばれたものである。

## 利害
特に何もない。稀に水揚げされたアサリに混じる。